# اسپرینگفیلد لیکس، کوئینزلند
اسپرینگفیلد لیکس (به انگلیسی: Springfield Lakes) یک حومه شهر در استرالیا است که در شهر بریزبن واقع شده‌است.